# Алтынды (Актюбинская область)
Алтынды (каз. Алтынды, до 11.07.2007 г. — Юбилейный) — село в Мугалжарском районе Актюбинской области Казахстана. Входит в состав Кайындинского сельского округа. Код КАТО — 154847300.

## Население
В 1999 году население села составляло 574 человека (294 мужчины и 280 женщин). По данным переписи 2009 года, в селе проживал 551 человек (276 мужчин и 275 женщин).